# Jacob van Lennep

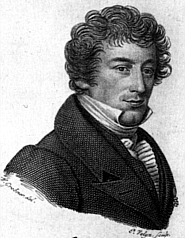
Jacob van Lennep (1832)

Jacob van Lennep (* 24. März 1802 in Amsterdam; † 25. August 1868 in Oosterbeek bei Arnheim) war ein niederländischer Schriftsteller.

## Leben
Jacob van Lennep war der Sohn von David Jacob van Lennep, der Familie der Van Lennep entstammend. Er studierte nach dem Besuch des Amsterdamer Athenaeums in Leiden Rechtswissenschaften. Er war Reichsadvokat und konservatives Mitglied der  Zweiten Kammer. Seine schriftstellerische Laufbahn begann er mit romantischen Verserzählungen in der Nachfolge Walter Scotts. Er versuchte in breitangelegten historischen Romanen ein niederländisches Gegenstück zu dessen Werk zu schaffen. Sein flüssiger Stil und seine gekonnt angelegten Handlungsführungen zeugen von großem Erzähltalent, doch fehlt in seinen Texten die konsequente Ausarbeitung psychologischer Tiefenmomente. Neben Romanen verfasste van Lennep auch Dramen, Burlesken, Novellen und Gedichte. 

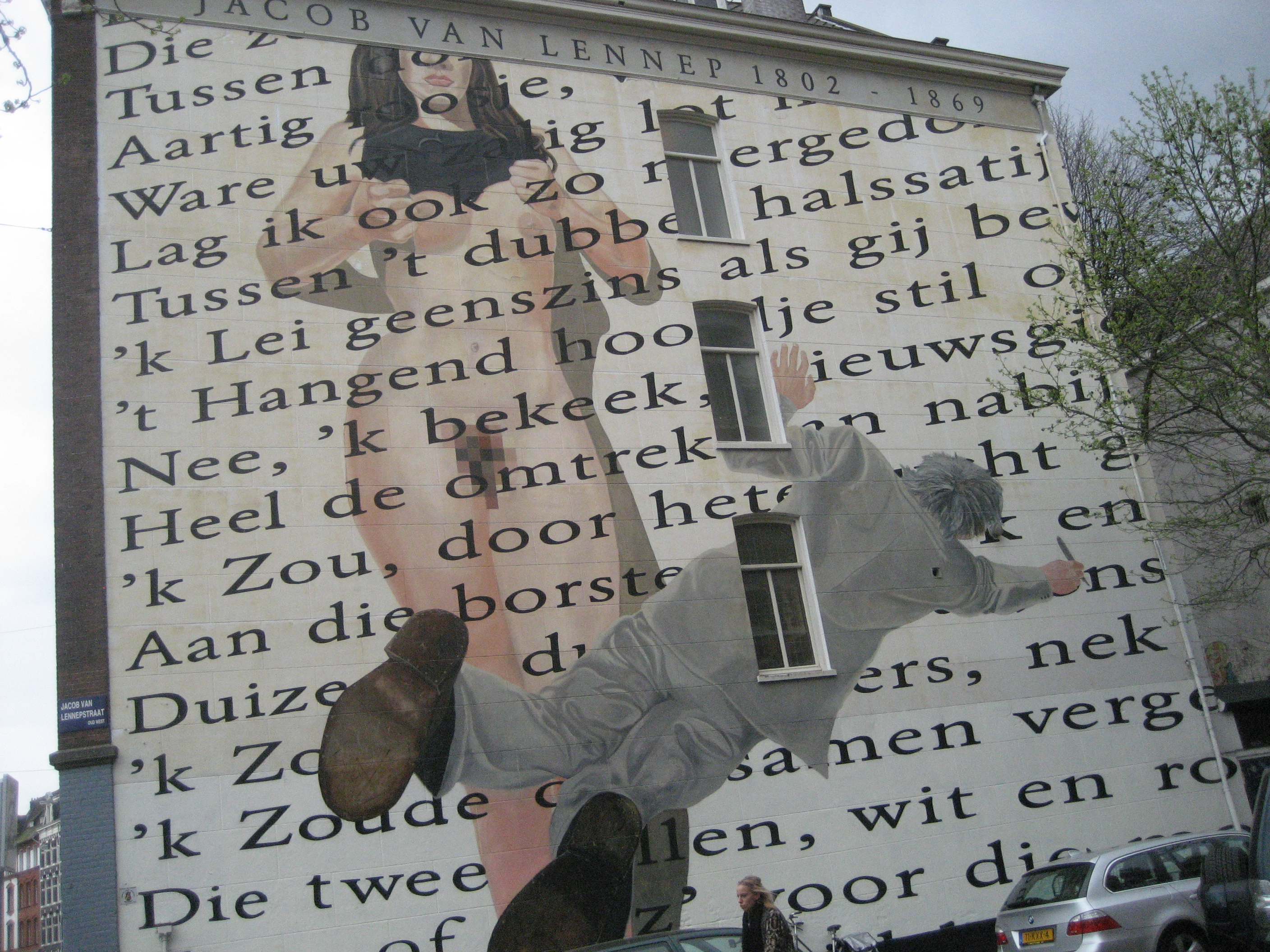
Mauergedicht in Amsterdam

## Werke
- Der Pflegesohn, 1835
- Die Rose von Dekama, 1837
- Der Herr in Karmesinrot, 1840
- Unsere Ahnen, 1840–43